# Żelazna Nowa
Żelazna Nowa (do 14 lutego 2002 Nowa Żelazna) – wieś sołecka w Polsce położona w województwie mazowieckim, w powiecie kozienickim, w gminie Magnuszew. Leży przy drodze krajowej nr 79.
W latach 1975–1998 miejscowość administracyjnie należała do województwa radomskiego. 15 lutego 2002 nastąpiła zmiana nazwy z Nowa Żelazna na Żelazna Nowa.
Wierni kościoła rzymskokatolickiego należą do parafii św. Jana Chrzciciela w Magnuszewie.